# Lupita Nyong’o
Lupita Amondi Nyong’o (Mexikóváros, 1983. március 1. –) Oscar-díjas kenyai származású mexikói–amerikai színésznő.

## Élete és pályafutása
Mexikóvárosban született a kenyai politikus és oktató Peter Anyang’ Nyong’o lányaként, egyéves korától Kenyában nevelkedett. Az Egyesült Államokban járt iskolába, filmes és színművészeti szakon szerzett diplomát a Hampshire College-ben.
Hollywoodi karrierjét produkciós asszisztensként kezdte. Első színészi szerepét a 2008-as East River című rövidfilmben kapta, ezután visszatért Kenyába, ahol a Shuga című televíziós sorozatban játszott 2009 és 2012 között. 2009-ben írója, producere és rendezője volt az In My Genes című dokumentumfilmnek. Ezt követően a Yale School of Drama színművészeti iskolában mesterfokon diplomázott. Nem sokkal ezután megkapta első komoly filmes szerepét Steve McQueen 12 év rabszolgaság című 2013-as történelmi drámájában, ahol Patseyt, a rabszolganőt játszotta. Alakításáért számos kritikai elismerést kapott, valamint Oscar-díjat ért számára a legjobb női mellékszereplő kategóriában. Ő lett az első kenyai származású és az első mexikói születésű színésznő aki Oscar-díjat vehetett át.
A Broadwayn 2015-ben debütált az Eclipsed című, kritikailag igen sikeres darabban, egy árva tinédzserlány szerepében,
alakításáért Tony-díjra jelölték. A 2015-ös Star Wars VII. rész – Az ébredő Erő című kasszasikerben Maz Kanata szerepébe bújt, akit motion capture technológia segítségével személyesített meg, 2016-ban pedig A dzsungel könyvében szinkronizálta Rakshát, a farkast. 2018-ban a Fekete Párduc című Marvel-szuperhősfilmben láthatta a közönség Nakia szerepében.
A színészkedésen túl Nyong’o lelkes aktivista, támogatja a műemlékvédelmet, kiáll a nemi erőszak ellen, valamint a nők és az állatok jogaiért. 2014-ben a People magazin a legszebb nőnek választotta. 2019-ben csillagot kapott a Hollywood Walk of Fame-en.

## Magánélete
Brooklynban él. Folyékonyan beszél angolul, spanyolul, luó és szuahéli nyelven.
2024-ben megszerezte az amerikai állampolgárságot.

## Filmográfia

### Film
| Év   | Magyar cím                             | Eredeti cím                      | Szerep                | Magyar hang       | Rendező            |
| ---- | -------------------------------------- | -------------------------------- | --------------------- | ----------------- | ------------------ |
| 2013 | 12 év rabszolgaság                     | 12 Years a Slave                 | Patsey                | Gáspár Kata       | Steve McQueen      |
| 2014 | Non-Stop                               | Non-Stop                         | Gwen                  | Czető Zsanett     | Jaume Collet-Serra |
| 2015 | Star Wars VII. rész – Az ébredő Erő    | Star Wars: The Force Awakens     | Maz Kanata            | Varga Gabriella   | J. J. Abrams (1.)  |
| 2016 | A dzsungel könyve                      | The Jungle Book                  | Ráksa (hangja)        | Varga Gabriella   | Jon Favreau        |
| 2016 | Katwe királynője                       | Queen of Katwe                   | Nakku Harriet         | Szabó Emília      | Mira Nair          |
| 2017 | Star Wars VIII. rész – Az utolsó jedik | Star Wars: The Last Jedi         | Maz Kanata            | Varga Gabriella   | Rian Johnson       |
| 2018 | Fekete Párduc                          | Black Panther                    | Nakia                 | Trokán Nóra       | Ryan Coogler (1.)  |
| 2019 | Kis szörnyetegek                       | Little Monsters                  | Miss Caroline         | Roatis Andrea     | Abe Forsythe       |
| 2019 | Mi                                     | Us                               | Adelaide Wilson / Red | Pálmai Anna       | Jordan Peele       |
| 2019 | Star Wars IX. rész – Skywalker kora    | Star Wars: The Rise of Skywalker | Maz Kanata            | Varga Gabriella   | J. J. Abrams (2.)  |
| 2022 | 355                                    | The 355                          | Khadijah Adiyeme      | Gáspár Kata       | Simon Kinberg      |
| 2022 | Fekete Párduc 2.                       | Black Panther: Wakanda Forever   | Nakia                 | Trokán Nóra       | Ryan Coogler (2.)  |
| 2024 | Hang nélkül: Első nap                  | A Quiet Place: Day One           | Sam                   | Pálmai Anna       | Michael Sarnoski   |
| 2024 | A vad robot                            | The Wild Robot                   | Roz (hangja)          | Nemes Takách Kata | Chris Sanders      |

### Televízió
| Év        | Magyar cím                       | Eredeti cím                       | Szerep              | Megjegyzések                                               |
| --------- | -------------------------------- | --------------------------------- | ------------------- | ---------------------------------------------------------- |
| 2009–2012 |                                  | Shuga                             | Ayira               | 5 epizód                                                   |
| 2017–2018 | Star Wars: A sors erői           | Star Wars Forces of Destiny       | Maz Kanata (hangja) | - 32 epizód - magyar hangja: - Nádasi Veronika             |
| 2018      | Star Wars: Lázadók               | Star Wars Rebels                  | Maz Kanata (hangja) | archív felvétel (1 epizód)                                 |
| 2019      |                                  | Warrior Women with Lupita Nyong’o | önmaga              | műsorvezető                                                |
| 2019–     | Élet a Serengeti Nemzeti Parkban | Serengeti                         | narrátor            | - dokumentumsorozat - magyar hangja: - Ligeti Kovács Judit |
| 2021      |                                  | Super Sema                        | Sema (hangja)       | - 4 epizód - vezető producer                               |
| 2021      | Ki vagy te, Charlie Brown?       | Who Are You, Charlie Brown?       | narrátor            | dokumentumfilm                                             |
| 2022      | Emberi erőforrások               | Human Resources                   | Asha (hangja)       | - 1 epizód - magyar hangja: - Varga Gabriella              |

### Rövidfilm
| Év   | Eredeti cím                         | Szerep     |
| ---- | ----------------------------------- | ---------- |
| 2006 | Roho                                | Laila      |
| 2008 | East River                          | F          |
| 2011 | Star Tours: The Adventures Continue | Maz Kanata |

## Fordítás
- Ez a szócikk részben vagy egészben  a   Lupita Nyong'o című angol Wikipédia-szócikk ezen változatának fordításán alapul.  Az eredeti cikk szerkesztőit annak laptörténete sorolja fel. Ez a jelzés csupán a megfogalmazás eredetét és a szerzői jogokat jelzi, nem szolgál a cikkben szereplő információk forrásmegjelöléseként.